# William Moerner
William Moerner (Pleasanton, 24 giugno 1953) è un biochimico statunitense.
Ha vinto il premio Nobel per la chimica nel 2014 assieme a Eric Betzig e Stefan W. Hell, per gli studi sullo sviluppo di tecnologie per la microscopia ottica a fluorescenza a super risoluzione.